# Furcifer timoni
Espèce
Statut de conservation UICN

 NT  : Quasi menacé
Statut CITES
Furcifer timoni est une espèce de sauriens de la famille des Chamaeleonidae.

## Répartition
Cette espèce est endémique de la région de Diana à Madagascar. Elle se rencontre dans le parc national de la Montagne d'Ambre.

## Étymologie
Cette espèce est nommée en référence à Timon Robert Glaw, le fils de Frank Glaw.

## Publication originale
- Glaw, Köhler & Vences, 2009 : A distinctive new species of chameleon of the genus Furcifer (Squamata: Chamaeleonidae) from the Montagne d’Ambre rainforest of northern Madagascar. Zootaxa, n. 2269, p. 32–42.